# گمشده در حرم
گمشده در حرم (انگلیسی: Lost in a Harem) یک فیلم به کارگردانی چارلز ریسنر محصول سال ۱۹۴۴ است. باد ابوت و لو کاستلو از جمله بازیگران این فیلم هستند.